# Fed Cup 2010 Zona Americana Gruppo I - Pool A
Il Gruppo A della Fed Cup 2010 Zona Americana Group I nella Fed Cup 2010 è uno dei 2 gruppi in cui è suddiviso il Group I della zona Americana. Quattro squadre si sono scontrate nel formato round robin. (vedi anche Pool B)
|   | Pool A           | Canada (bandiera) | Brasile (bandiera) | Porto Rico (bandiera) | Cuba (bandiera) |
| 1 | Canada (3-0)     |                   | 2-1                | 3-0                   | 3-0             |
| 2 | Brasile (2-1)    | 1-2               |                    | 3-0                   | 3-0             |
| 3 | Porto Rico (1-2) | 0-3               | 0-3                |                       | 2-1             |
| 4 | Cuba (0-3)       | 0-3               | 0-3                | 1-2                   |                 |

## Cuba vs. Canada
| Cuba 0 | Yacht y Golf Club Paraguayo, Lambaré, Paraguay 3 febbraio 2010 terra rossa outdoor | Yacht y Golf Club Paraguayo, Lambaré, Paraguay 3 febbraio 2010 terra rossa outdoor | Canada 3 |     |   |  |
| \| \| \| \| 1 \| 2 \| 3 \| \| \| - \| \| ---------------------------------------------------------------------------------- \| --- \| --- \| - \| \| \| 1 \| \| Misleydis Díaz González Sharon Fichman \| 2 6 \| 1 6 \| \| \| \| 2 \| \| Yamile Fors Guerra Aleksandra Wozniak \| 3 6 \| 3 6 \| \| \| \| 3 \| \| Lumay Díaz Hernández / Yamile Fors Guerra Marie-Ève Pelletier / Aleksandra Wozniak \| 1 6 \| 0 6 \| \| \| |                                                                                    |                                                                                    |          |     |   |  |
| |                                                                                    |                                                                                    | 1        | 2   | 3 |  |
| 1 | Cuba (bandiera) · Canada (bandiera)                                                | Misleydis Díaz González Sharon Fichman                                             | 2 6      | 1 6 |   |  |
| 2 | Cuba (bandiera) · Canada (bandiera)                                                | Yamile Fors Guerra Aleksandra Wozniak                                              | 3 6      | 3 6 |   |  |
| 3 | Cuba (bandiera) · Canada (bandiera)                                                | Lumay Díaz Hernández / Yamile Fors Guerra Marie-Ève Pelletier / Aleksandra Wozniak | 1 6      | 0 6 |   |  |

## Porto Rico vs. Brasile
| Porto Rico 0 | Yacht y Golf Club Paraguayo, Lambaré, Paraguay 3 febbraio 2010 terra rossa outdoor | Yacht y Golf Club Paraguayo, Lambaré, Paraguay 3 febbraio 2010 terra rossa outdoor | Brasile 3 |     |   |  |
| \| \| \| \| 1 \| 2 \| 3 \| \| \| - \| \| ------------------------------------------------------------------------ \| --- \| --- \| - \| \| \| 1 \| \| Mónica Puig Ana Clara Duarte \| 3 6 \| 1 6 \| \| \| \| 2 \| \| Jessica Roland-Rosario Maria Fernanda Alves \| 3 6 \| 2 6 \| \| \| \| 3 \| \| Rocío Portela / Gabriela Vázquez Monique Albuquerque / Roxane Vaisemberg \| 2 6 \| 2 6 \| \| \| |                                                                                    |                                                                                    |           |     |   |  |
| |                                                                                    |                                                                                    | 1         | 2   | 3 |  |
| 1 | Porto Rico (bandiera) · Brasile (bandiera)                                         | Mónica Puig Ana Clara Duarte                                                       | 3 6       | 1 6 |   |  |
| 2 | Porto Rico (bandiera) · Brasile (bandiera)                                         | Jessica Roland-Rosario Maria Fernanda Alves                                        | 3 6       | 2 6 |   |  |
| 3 | Porto Rico (bandiera) · Brasile (bandiera)                                         | Rocío Portela / Gabriela Vázquez Monique Albuquerque / Roxane Vaisemberg           | 2 6       | 2 6 |   |  |

## Porto Rico vs. Canada
| Porto Rico 0 | Yacht y Golf Club Paraguayo, Lambaré, Paraguay 4 febbraio 2010 terra rossa outdoor | Yacht y Golf Club Paraguayo, Lambaré, Paraguay 4 febbraio 2010 terra rossa outdoor | Canada 3 |     |   |  |
| \| \| \| \| 1 \| 2 \| 3 \| \| \| - \| \| --------------------------------------------------------------------- \| --- \| --- \| - \| \| \| 1 \| \| Mónica Puig Sharon Fichman \| 2 6 \| 5 7 \| \| \| \| 2 \| \| Jessica Roland-Rosario Aleksandra Wozniak \| 2 6 \| 2 6 \| \| \| \| 3 \| \| Rocío Portela / Gabriela Vázquez Sharon Fichman / Marie-Ève Pelletier \| 0 6 \| 1 6 \| \| \| |                                                                                    |                                                                                    |          |     |   |  |
| |                                                                                    |                                                                                    | 1        | 2   | 3 |  |
| 1 | Porto Rico (bandiera) · Canada (bandiera)                                          | Mónica Puig Sharon Fichman                                                         | 2 6      | 5 7 |   |  |
| 2 | Porto Rico (bandiera) · Canada (bandiera)                                          | Jessica Roland-Rosario Aleksandra Wozniak                                          | 2 6      | 2 6 |   |  |
| 3 | Porto Rico (bandiera) · Canada (bandiera)                                          | Rocío Portela / Gabriela Vázquez Sharon Fichman / Marie-Ève Pelletier              | 0 6      | 1 6 |   |  |

## Cuba vs. Brasile
| Cuba 0 | Yacht y Golf Club Paraguayo, Lambaré, Paraguay 4 febbraio 2010 terra rossa outdoor | Yacht y Golf Club Paraguayo, Lambaré, Paraguay 4 febbraio 2010 terra rossa outdoor | Brasile 3 |     |   |  |
| \| \| \| \| 1 \| 2 \| 3 \| \| \| - \| \| --------------------------------------------------------------------------------- \| --- \| --- \| - \| \| \| 1 \| \| Lumay Díaz Hernández Ana Clara Duarte \| 3 6 \| 0 6 \| \| \| \| 2 \| \| Misleydis Díaz González Maria Fernanda Alves \| 1 6 \| 3 6 \| \| \| \| 3 \| \| Lumay Díaz Hernández / Yamile Fors Guerra Monique Albuquerque / Roxane Vaisemberg \| 2 6 \| 3 6 \| \| \| |                                                                                    |                                                                                    |           |     |   |  |
| |                                                                                    |                                                                                    | 1         | 2   | 3 |  |
| 1 | Cuba (bandiera) · Brasile (bandiera)                                               | Lumay Díaz Hernández Ana Clara Duarte                                              | 3 6       | 0 6 |   |  |
| 2 | Cuba (bandiera) · Brasile (bandiera)                                               | Misleydis Díaz González Maria Fernanda Alves                                       | 1 6       | 3 6 |   |  |
| 3 | Cuba (bandiera) · Brasile (bandiera)                                               | Lumay Díaz Hernández / Yamile Fors Guerra Monique Albuquerque / Roxane Vaisemberg  | 2 6       | 3 6 |   |  |

## Brasile vs. Canada
| Brasile 1 | Yacht y Golf Club Paraguayo, Lambaré, Paraguay 5 febbraio 2010 terra rossa outdoor | Yacht y Golf Club Paraguayo, Lambaré, Paraguay 5 febbraio 2010 terra rossa outdoor | Canada 2 |     |     |  |
| \| \| \| \| 1 \| 2 \| 3 \| \| \| - \| \| ---------------------------------------------------------------------------- \| --- \| --- \| --- \| \| \| 1 \| \| Ana Clara Duarte Sharon Fichman \| 5 7 \| 1 6 \| \| \| \| 2 \| \| Maria Fernanda Alves Aleksandra Wozniak \| 4 6 \| 6 4 \| 6 2 \| \| \| 3 \| \| Monique Albuquerque / Roxane Vaisemberg Sharon Fichman / Marie-Ève Pelletier \| 2 6 \| 1 6 \| \| \| |                                                                                    |                                                                                    |          |     |     |  |
| |                                                                                    |                                                                                    | 1        | 2   | 3   |  |
| 1 | Brasile (bandiera) · Canada (bandiera)                                             | Ana Clara Duarte Sharon Fichman                                                    | 5 7      | 1 6 |     |  |
| 2 | Brasile (bandiera) · Canada (bandiera)                                             | Maria Fernanda Alves Aleksandra Wozniak                                            | 4 6      | 6 4 | 6 2 |  |
| 3 | Brasile (bandiera) · Canada (bandiera)                                             | Monique Albuquerque / Roxane Vaisemberg Sharon Fichman / Marie-Ève Pelletier       | 2 6      | 1 6 |     |  |

## Cuba vs. Porto Rico
| Cuba 1 | Yacht y Golf Club Paraguayo, Lambaré, Paraguay 5 febbraio 2010 terra rossa outdoor | Yacht y Golf Club Paraguayo, Lambaré, Paraguay 5 febbraio 2010 terra rossa outdoor | Porto Rico 2 |     |   |  |
| \| \| \| \| 1 \| 2 \| 3 \| \| \| - \| \| ------------------------------------------------------------------------------ \| --- \| --- \| - \| \| \| 1 \| \| Misleydis Díaz González Mónica Puig \| 1 6 \| 0 6 \| \| \| \| 2 \| \| Yamile Fors Guerra Jessica Roland-Rosario \| 6 3 \| 6 0 \| \| \| \| 3 \| \| Lumay Díaz Hernández / Yamile Fors Guerra Mónica Puig / Jessica Roland-Rosario \| 1 6 \| 4 6 \| \| \| |                                                                                    |                                                                                    |              |     |   |  |
| |                                                                                    |                                                                                    | 1            | 2   | 3 |  |
| 1 | Cuba (bandiera) · Porto Rico (bandiera)                                            | Misleydis Díaz González Mónica Puig                                                | 1 6          | 0 6 |   |  |
| 2 | Cuba (bandiera) · Porto Rico (bandiera)                                            | Yamile Fors Guerra Jessica Roland-Rosario                                          | 6 3          | 6 0 |   |  |
| 3 | Cuba (bandiera) · Porto Rico (bandiera)                                            | Lumay Díaz Hernández / Yamile Fors Guerra Mónica Puig / Jessica Roland-Rosario     | 1 6          | 4 6 |   |  |